# Lutteurs (Courbet)
Lutteurs est un tableau peint en 1853 par Gustave Courbet.

## Description
Cette huile sur toile montre, en un format portrait de très grande dimension, au centre, deux lutteurs, dont l'un est barbu, aux prises durant un combat en plein jour et par beau temps, avec à l'arrière-plan de l'image, à droite, les tribunes du public, et au fond du décor, surplombant d'autres publics, un vaste bouquet d'arbres, du sommet desquels transparaissent les frontons de bâtiments. Le sol est couvert d'herbe sauf au premier plan, à gauche.
Le lutteur au short rouge, grâce à une prise, est sur le point de faire basculer vers l'avant et au sol le lutteur au short vert foncé, qui lui, tête baissée, cependant, résiste de sa main droite. Cette prise, aujourd'hui interdite était surnommé le coup d'Arpin. 
Un examen à la loupe de la toile montre, au dessus de la main du personnage de gauche, dans le vert des arbres une inscription : « Pierre ...SON, lutteur de Paris ». L'exposition Colosses, s'étant tenue au Musée Courbet en 2024 a permis de découvrir, à l'aide d'une photographie de 1853, le premier état du tableau. Sur chacune des tribunes était inscrit le nom d'un des lutteurs s'opposant, en l’occurrence "Pierre Maison. Lutteur de Paris", et "Marseille Le Meunier de Lapalud". Cette identification permet de certifier que Courbet a souhaité remplacer dans son tableau les lutteurs antiques par des héros contemporain, les gloires d'un sport alors en vogue, la lutte. Ce sport venait d'envahir les salles de spectacles à Paris, le public et la presse célébrant ces demi-dieux vivants, parmi lesquels Arpin le Terrible Savoyard, Marseille le Meunier de Lapalud ou encore Meissonnier le Rempart d'Avignon. En transposant sur la toile ces corps musculeux, Courbet semblait proclamer la possibilité d'un idéal physique réaliste, choisi et vénéré par le peuple du temps. 

## Analyse
Le sport représenté ici est peut-être la lutte française, inspirée de la lutte gréco-romaine. Une note révèle que la scène se jouerait à l'ancien hippodrome situé aux Champs-Élysées à Paris. 
L'interprétation de cette toile pose quantité de questions. S'agit-il ici d'une scène renvoyant à un simple spectacle de foire ou à une compétition ? Les corps des lutteurs, dans le degré de réalisme que Courbet emploie pour les figurer, font-ils référence à une forme de stéréotype ? Pourquoi avoir placé autant de vide entre les lutteurs et les publics ? Pourquoi cette impression de collage des deux corps sur un fond trop grand pour eux mais qu’ils remplissent ? Il y a davantage de questions ouvertes face à ce tableau que de déductions, plus d’incertitudes que de convictions.
Courbet se montre ici très attentif à l'anatomie, comme il le fait pour tous ses nus. Les corps masculins présentent un côté massif, embarqué, presque brut, et tranchent avec les canons esthétiques de l'époque. 

## Histoire du tableau
Cette toile est exposée pour la première fois au Salon de 1853, juste au dessus des Baigneuses dont elle formerait le pendant. Dans un courrier adressé à ses parents, le 13 mai 1853, Courbet dit des Lutteurs « qu'il a couvert leurs nudités et [que la critique] n'en dit ni bien ni mal jusqu'ici », alors que Les Baigneuses divisent le public ; le positionnement de la toile lors de l'exposition explique sans doute ce silence relatif. Il révèle par ailleurs que le châssis est une ancienne de ses toiles, représentant La Nuit classique de Walpurgis (1841), inspirée de la légende de Faust et exposée au Salon de 1848, et qu'il a dû recouvrir par souci d'économie.
Pour sa dimension sculpturale, elle inspira entre autres Alexandre Falguière pour ses Lutteurs, une toile de 1875.
Entrée après 1867 dans la collection du baron Léon Hirsch à Chenonceaux, elle a été achetée en 1908 par Ferenc Hatvany (1881-1958), Hongrois fortuné de Budapest, également acquéreur de L'Origine du monde en 1913. 
En 2012, Lutteurs a été présenté au musée d'Orsay et donc pour la première fois en France depuis qu'il est conservé à Budapest au Magyar Szépművészeti Muzeum, où il est entré en mai 1952, et où il fut restauré en 2010.